# Cristina Trivulzio Belgiojoso
Cristina Trivulzio Belgiojoso, més coneguda com a Cristina Trivulzio (Milà, 28 de juny de 1808- Milà, 5 de juliol de 1871), va ser una periodista, escriptora i revolucionària italiana nascuda en una família de la noblesa. Es va casar als setze anys, però les infidelitats del seu marit varen forçar-ne la separació i poc després va començar a associar-se amb els revolucionaris mazzinians. Va viure a França durant 1830 i 1840, on va ajudar altres exiliats italians. El 1848 va organitzar i comandar una tropa de soldats i va lluitar a Milà contra els austríacs per la independència d'Itàlia. S'exilià després de la insurrecció fallida i va viure a Turquia vuit anys abans de tornar a Itàlia el 1856 i treballar amb l'estadista Camillo Benso di Cavour per la unificació italiana, que es va aconseguir el 1861.